# Magdalena Sibylla von Sachsen

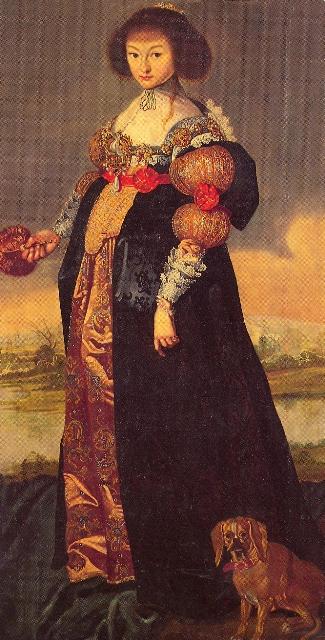
Magdalena Sibylla von Sachsen

Prinzessin Magdalena Sibylla von Sachsen (* 23. Dezember 1617 in Dresden; † 6. Januar 1668 in Altenburg) war durch Heirat Kronprinzessin von Dänemark und Norwegen sowie später Herzogin von Sachsen-Altenburg.

## Leben
Magdalena Sibylla war die Tochter von Kurfürst Johann Georg I. von Sachsen aus dem Hause Wettin (albertinische Linie) und dessen zweiter Frau Prinzessin Magdalena Sibylle von Preußen.
Im Jahr 1634 heiratete Prinzessin Magdalena Sibylla in Kopenhagen den dänischen Erbprinzen Christian. Die Hochzeit wurde mitten im Dreißigjährigen Krieg pompös gefeiert. Kronprinz Christian starb 1647 nach dreizehn Jahren Ehe bei einem Besuch in Dresden, ohne die Thronfolge angetreten zu haben. Die Ehe blieb kinderlos.
In zweiter Ehe war sie ab 1652 mit dem Herzog Friedrich Wilhelm II. von Sachsen-Altenburg verheiratet. Aus dieser Ehe gingen drei Kinder hervor:
- Christian (1654–1663), Erbprinz von Sachsen-Altenburg
- Johanna Magdalena (1656–1686) ⚭ Johann Adolf I., Herzog von Sachsen-Weißenfels (1649–1697)
- Friedrich Wilhelm III. (1657–1672), letzter Vertreter des Hauses Sachsen-Altenburg

Ihr Grab befindet sich in der Fürstengruft der Schlosskirche zu Altenburg. Das ursprünglich als Witwensitz geplante Magdalenenstift wurde erst nach ihrem Tod vollendet.
Magdalena Sibylla war Trägerin des Ordens der Sklavinnen der Tugend.

## Vorfahren
| Ahnentafel Magdalena Sibylla von Sachsen | Ahnentafel Magdalena Sibylla von Sachsen                                                          | Ahnentafel Magdalena Sibylla von Sachsen                                                          | Ahnentafel Magdalena Sibylla von Sachsen                                                            | Ahnentafel Magdalena Sibylla von Sachsen                                                            | Ahnentafel Magdalena Sibylla von Sachsen                                                                  | Ahnentafel Magdalena Sibylla von Sachsen                                                                  | Ahnentafel Magdalena Sibylla von Sachsen                                                                  | Ahnentafel Magdalena Sibylla von Sachsen                                                                  |
| ---------------------------------------- | ------------------------------------------------------------------------------------------------- | ------------------------------------------------------------------------------------------------- | --------------------------------------------------------------------------------------------------- | --------------------------------------------------------------------------------------------------- | --- | --- | --- | --- |
| Ururgroßeltern                           | Herzog Heinrich der Fromme (1473–1541) ⚭ 1512 Katharina von Mecklenburg (1487–1561)               | König Christian III. (1503–1559) ⚭ 1525 Dorothea von Sachsen-Lauenburg (1511–1571)                | Kurfürst Joachim II. (1505–1571) ⚭ 1524 Magdalene von Sachsen (1507–1534)                           | Herzog Georg von Brandenburg-Ansbach (1484–1543) ⚭ 1525 Hedwig von Münsterberg-Oels (1508–1531)     | Markgraf Friedrich II. von Brandenburg (1460–1536) ⚭ 1479 Sofia Jagiellonka (1464–1512)                   | Fürst Erich I. (1470–1540) ⚭ 1525 Elisabeth von Brandenburg (1510–1558)                                   | Herzog Johann von Jülich-Kleve-Berg (1490–1539) ⚭ 1510 Maria von Jülich-Berg (1491–1543)                  | Kaiser Ferdinand I. (1503–1564) ⚭ 1521 Anna von Böhmen und Ungarn (1503–1547)                             |
| Urgroßeltern                             | Kurfürst August von Sachsen (1526–1586) ⚭ 1548 Anna von Dänemark (1532–1585)                      | Kurfürst August von Sachsen (1526–1586) ⚭ 1548 Anna von Dänemark (1532–1585)                      | Kurfürst Johann Georg von Brandenburg (1525–1598) ⚭ 1548 Sabina von Brandenburg-Ansbach (1529–1575) | Kurfürst Johann Georg von Brandenburg (1525–1598) ⚭ 1548 Sabina von Brandenburg-Ansbach (1529–1575) | Herzog Albrecht von Preußen (1490–1568) ⚭ 1550 Anna Maria von Braunschweig (1532–1568)                    | Herzog Albrecht von Preußen (1490–1568) ⚭ 1550 Anna Maria von Braunschweig (1532–1568)                    | Herzog Wilhelm V. (1516–1592) ⚭ 1546 Maria von Österreich (1531–1581)                                     | Herzog Wilhelm V. (1516–1592) ⚭ 1546 Maria von Österreich (1531–1581)                                     |
| Großeltern                               | Kurfürst Christian I. von Sachsen (1560–1591) ⚭ 1582 Sophie von Brandenburg (1568–1622)           | Kurfürst Christian I. von Sachsen (1560–1591) ⚭ 1582 Sophie von Brandenburg (1568–1622)           | Kurfürst Christian I. von Sachsen (1560–1591) ⚭ 1582 Sophie von Brandenburg (1568–1622)             | Kurfürst Christian I. von Sachsen (1560–1591) ⚭ 1582 Sophie von Brandenburg (1568–1622)             | Herzog Albrecht Friedrich von Preußen (1553–1618) ⚭ 1573 Marie Eleonore von Jülich-Kleve-Berg (1550–1608) | Herzog Albrecht Friedrich von Preußen (1553–1618) ⚭ 1573 Marie Eleonore von Jülich-Kleve-Berg (1550–1608) | Herzog Albrecht Friedrich von Preußen (1553–1618) ⚭ 1573 Marie Eleonore von Jülich-Kleve-Berg (1550–1608) | Herzog Albrecht Friedrich von Preußen (1553–1618) ⚭ 1573 Marie Eleonore von Jülich-Kleve-Berg (1550–1608) |
| Eltern                                   | Kurfürst Johann Georg I. von Sachsen (1585–1656) ⚭ 1607 Magdalena Sibylle von Preußen (1586–1659) | Kurfürst Johann Georg I. von Sachsen (1585–1656) ⚭ 1607 Magdalena Sibylle von Preußen (1586–1659) | Kurfürst Johann Georg I. von Sachsen (1585–1656) ⚭ 1607 Magdalena Sibylle von Preußen (1586–1659)   | Kurfürst Johann Georg I. von Sachsen (1585–1656) ⚭ 1607 Magdalena Sibylle von Preußen (1586–1659)   | Kurfürst Johann Georg I. von Sachsen (1585–1656) ⚭ 1607 Magdalena Sibylle von Preußen (1586–1659)         | Kurfürst Johann Georg I. von Sachsen (1585–1656) ⚭ 1607 Magdalena Sibylle von Preußen (1586–1659)         | Kurfürst Johann Georg I. von Sachsen (1585–1656) ⚭ 1607 Magdalena Sibylle von Preußen (1586–1659)         | Kurfürst Johann Georg I. von Sachsen (1585–1656) ⚭ 1607 Magdalena Sibylle von Preußen (1586–1659)         |
| Magdalena Sibylla von Sachsen            |                                                                                                   |                                                                                                   | | | | | | |